# Da Funk
Da Funk är den franska houseduon Daft Punks andra singel, först släppt i maj 1995 av det skotska bolaget Soma Quality Recordings och därefter av Virgin Records i december 1996. Den helt och hållet instrumentala låten förekommer även på duons debutalbum Homework från 1997.

## Musikvideo

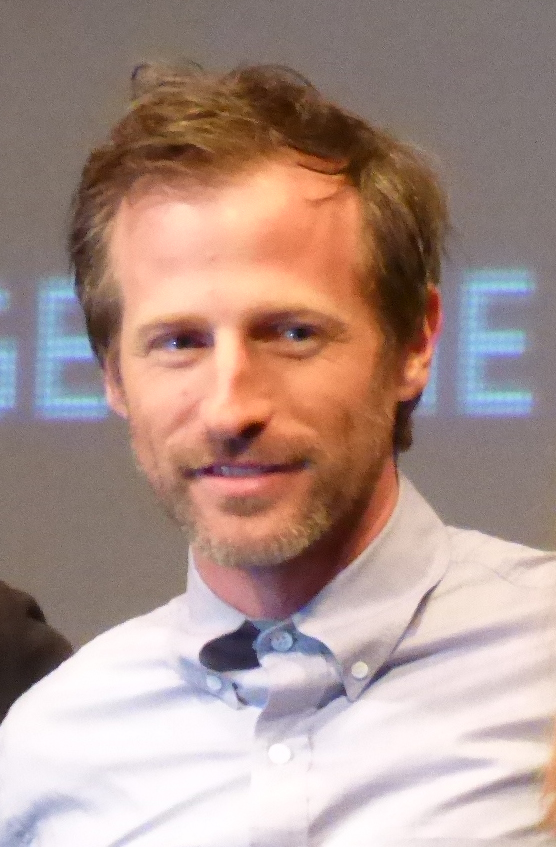
Spike Jonze regisserade låtens musikvideo.

Musikvideon till låten regisserades av den amerikanske musikvideoregissören Spike Jonze och skildrar en hund med människodrag vid namn Charles (spelad av Tony Maxwell) som går runt i sin nya hemstad New York City med ena benet gipsat och med en krycka och försöker få kontakt med sina medmänniskor. Bland annat träffar han Beatrice (spelad av Catherine Kellner) som var hans granne under barndomen. Med sig har Charles även en bergsprängare på vilken han spelar Da Funk.
På frågan om musikvideon har något särskilt budskap så svarade bandmedlemmen Thomas Bangalter nekande:
| ”                                           | Det finns inget budskap. Det är bara en människohund som går runt med en bergsprängare i New York. Resten är inte menat att säga någonting. Folk försöker förklara det hela: Handlar det om mänsklig tolerans? Integration? Urbanisering? Men det finns inget budskap. Det kommer att komma en uppföljare framöver. | „ |
| – Thomas Bangalter om videon till Da Funk., | |   |

En uppföljare till musikvideon, regisserad av Daft Punk och ackompanjerad av låten Fresh från debutalbumet Homework, kom år 2000. Tony Maxwell och Catherine Kellner repriserar här sina roller från musikvideon till Da Dunk som hunden Charles respektive Beatrice, och Spike Jonze spelar sig själv som regissör.

## Låtlista
1. Da Funk	(5:28)
2. Rollin' & Scratchin'	(7:26)